# 벤 플랫
벤 플랫(Ben Platt, 1993년 9월 24일 ~ )은 미국의 배우이다.

## 출연 작품
- 디어 에반 핸슨 - 에반 핸슨 역

## 같이 보기
- 그래미상, 아카데미상, 에미상, 토니상 수상자 목록